# Tre Coppe Parabiago 1911
La Tre Coppe Parabiago 1911, quarta ed ultima edizione della corsa, si svolse il 6 agosto 1911 su un percorso di 274 km. La vittoria fu appannaggio dell'italiano Carlo Galetti, che completò il percorso in 10h04'00", precedendo i connazionali Giovanni Cocchi e Pietro Aymo.

## Ordine d'arrivo (Top 10)
| Pos. | Corridore           | Squadra       | Tempo     |
| ---- | ------------------- | ------------- | --------- |
| 1    | Carlo Galetti       | Bianchi       | 10h04'00" |
| 2    | Giovanni Cocchi     | -             | a 9'00"   |
| 3    | Pietro Aymo         | Fiat          | a 16'00"  |
| 4    | Enrico Verde        | -             | s.t.      |
| 5    | Luigi Bailo         | Fiat          | a 20'00"  |
| 6    | Carlo Vertua        | -             | s.t.      |
| 7    | Cesare Osnaghi      | -             | s.t.      |
| 8    | Giovanni Rossignoli | Bianchi       | a 22'00"  |
| 9    | Henri Lignon        | Alcyon-Dunlop | a 34'00"  |
| 10   | Eberardo Pavesi     | Bianchi       | s.t.      |